# Bohuslav Horák (geograf)
Bohuslav Horák (3. března 1881 Cheb – 26. prosince 1960 Praha) byl český historický geograf, profesor a vysokoškolský pedagog a také děkan na FF MU v Brně.

## Kariéra
Roku 1903 absolvoval zeměpis a dějepis na pražské filozofické fakultě a etnologii na německé univerzitě v Praze. Habilitoval až roku 1921 v oboru historická a politická geografie a roku 1927 se stal profesorem.
V letech 1921–1952 zastával funkci ředitele semináře historické geografie FF MU a vyučoval jako profesor historické geografie, dějin zeměpisu a historické etnologie. V napjatém akademickém roce 1938/1939 zastával funkci děkana.
Byl členem řady badatelských organizací: Královská česká společnost nauk, Československá národní rada badatelská, Antropologická společnost, Československá společnost zeměpisná (od r. 1954 jako čestný člen), Přírodovědecký klub v Brně. Od roku 1930 také prvním předsedou nově vzniklé Názvoslovné komise při Národní radě badatelské.

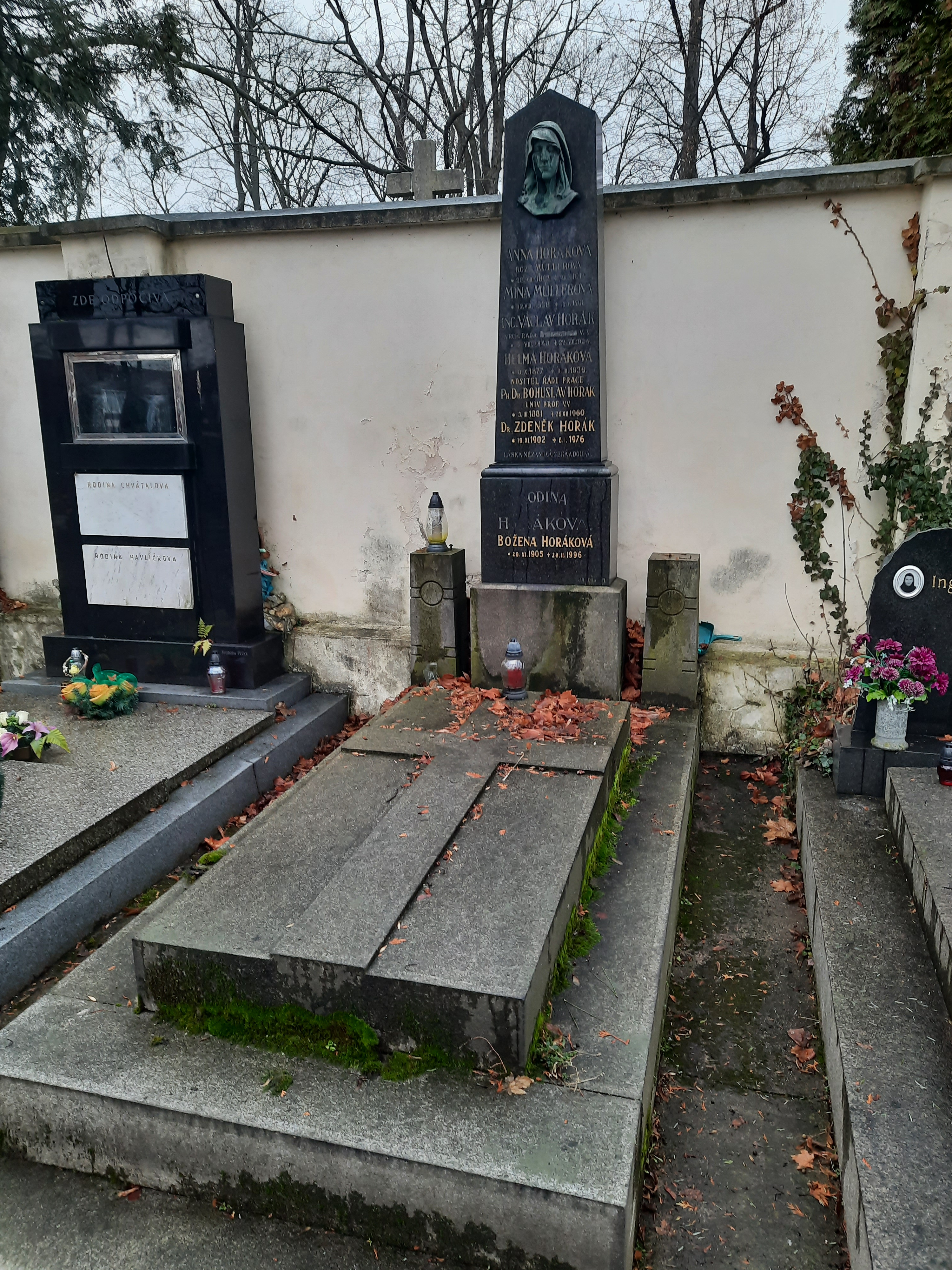
Hrob rodiny prof. Bohuslava Horáka na Bubenečském hřbitově.

Zemřel 26. prosince 1960 v Praze ve věku 79 let. Pohřben byl na Bubenečském hřbitově.